# Mariä-Geburt-Kathedrale (Mykolajiw)

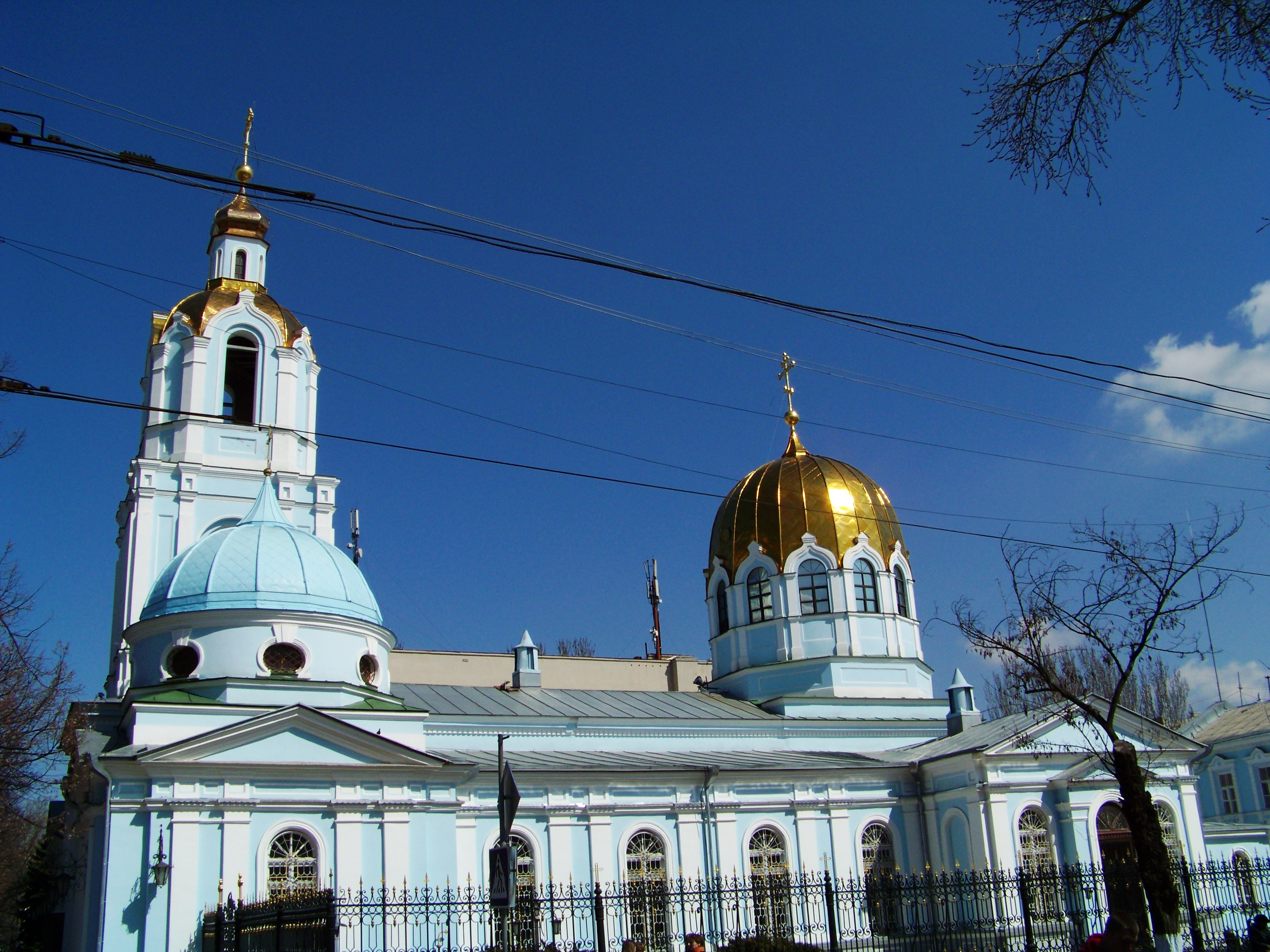
Die Mariä-Geburt-Kathedrale an der Lyagin-Straße 10 in Mykolajiw.

Die Mariä-Geburt-Kathedrale an der Lyagin-Straße 10 in Mykolajiw, einer Hafenstadt in der südlichen Ukraine, ist ein Kulturdenkmal mit der Nummer 48-101-0147.

## Geschichte
Die Mariä-Geburts-Kathedrale (früher „Alte Kaufmannskirche“ genannt) ist eines der ältesten Gebäude in der Stadt. Der Bau der Kirche wurde von den Kaufleuten der Stadt finanziert. Die in den Jahren 1794–1799 erbaute Kathedrale hatte einen Hauptaltar, der drei Heiligen gewidmet war: Mariä-Geburt, Nikolaus von Myra und Zosima und Sawwatij Solowezki, Gründer des gleichnamigen Klosters. 1828 erhielt sie zwei Seitenaltäre, der linke Seitenaltar zu Ehren des byzantinischen Kaisers Konstantin und seiner Mutter Helena und der rechte Seitenaltar zu Ehren des heiligen Mitrofan von Woronesch. 1876 wurde eine Glocke mit einem Gewicht von mehr als 8 Tonnen im 1870 erbauten Glockenturm der Kirche installiert. 1922 wurden die Wertgegenstände aus der Kathedrale entfernt und 1930 wurden die Glocken eingeschmolzen. 1936 wurde die Kathedrale geschlossen. Später diente das Gebäude als Garnisonshaus für Offiziere. Heute gehört der Bau zur Ukrainisch-Orthodoxen Kirche.

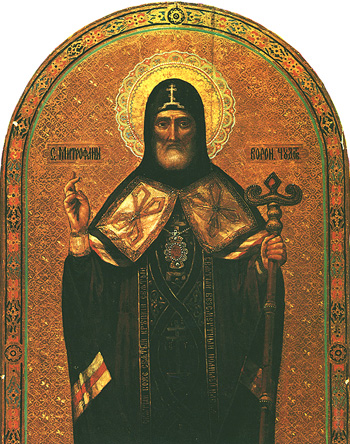
Hl. Mitrofan von Woronesch
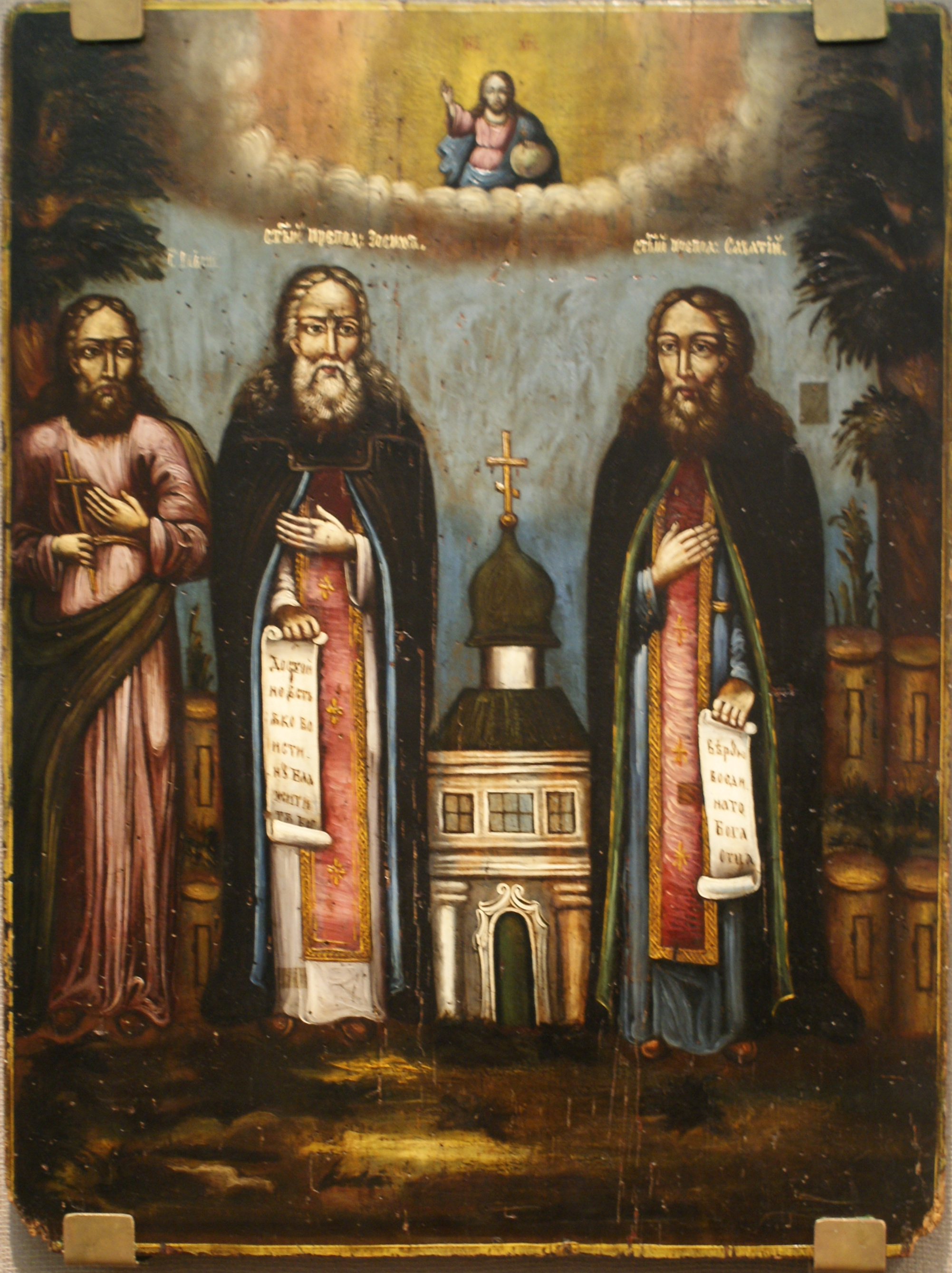
Zosima und Sawwatij Solowezki, Gründer des gleichnamigen Klosters

## Lage und Umgebung

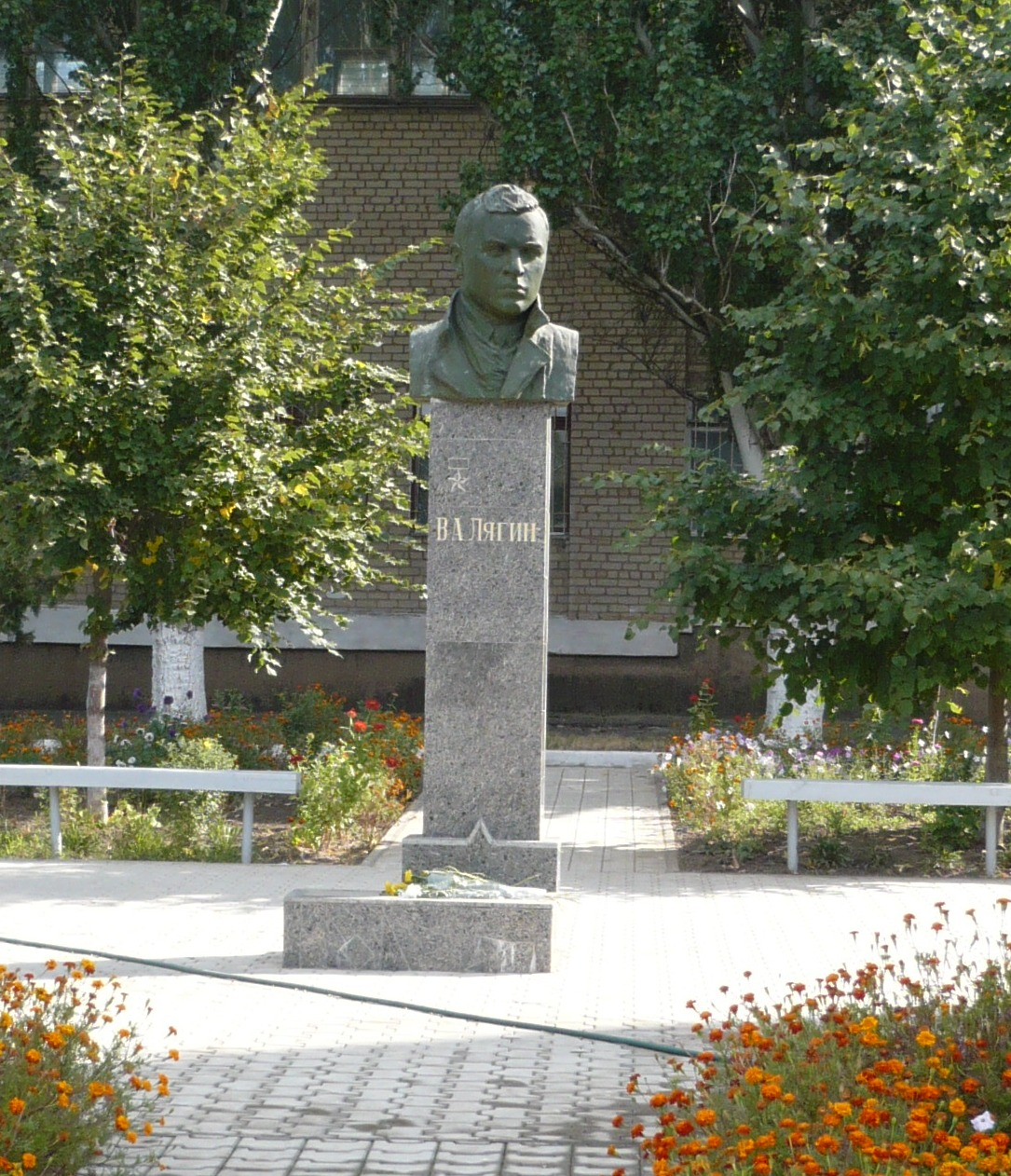
Denkmal für den Offizier Ljahin, das am 28. März 1974 aufgestellt wurde; Bildhauer M. L. Ignatiev, E. I. Maksimenko.

Die Kathedrale befindet sich im Zentrum der historischen Altstadt (damals „Gorodovaya“) an der Kreuzung der Straßen Lyagin (früher: Rozhdestvenskaya) und Potemkinskaya (früher: Kupecheskaya). Im 19. Jahrhundert war die heutige Altstadt ein Kaufmannsviertel, in dem sich Lagerhäuser und Geschäfte sowie Kaufmannsvillen befanden. Die Kathedrale befindet sich an der Straße, die nach dem Offizier Wiktor Ljahin (ukrainisch: Ві́ктор Ля́гін; 31. Dezember 1908 bis 17. Juli 1943) benannt wurde.